# Ottis Anderson
Ottis Jerome Anderson (West Palm Beach, Florida, 19 januari 1957) is een Amerikaans voormalig Americanfootballspeler voor de St. Louis Cardinals en de New York Giants in de National Football League. Anderson speelde als running back en won tweemaal de Super Bowl.